# Caterina di Bosnia
Caterina Vukčić Kosača (in serbo e bosniaco Катарина Вукчић Косача, Katarina Vukčić Kosača; Blagaj, 20 dicembre 1425 – Roma, 25 ottobre 1478) è stata regina consorte di Bosnia dal 1446 al 1461, in quanto moglie del re Stefano Tommaso (Stjepan Tomaš).
È venerata come beata dalla Chiesa cattolica, che la ricorda il 25 ottobre.

## Biografia
Figlia di Stefano Vukčić Kosača, Duca di San Sava e uno dei più potenti nobili bosniaci, per parte di madre era erede della famiglia serbo-montenegrina dei Balšići, dal momento che sua madre Elena era figlia di Balša III, principe di Zeta, e nipote di Jelena Lazarević, principessa serba. 
Il 26 maggio 1446 sposò il Re di Bosnia Stefano Tommaso (dopo che questi aveva ottenuto la dichiarazione di nullità del matrimonio con Vojača), diventando quindi regina consorte fino al 1461, anno della morte del marito.
Stefano Tomašević, figlio di Stefano Tommaso e di Vojača, salì quindi al trono e riconobbe Caterina come regina madre. Il suo regnò ebbe però vita breve, a causa dell'invasione degli Ottomani.
Dopo la caduta del Paese nelle mani degli Ottomani, nel 1463, non soltanto a causa della superiorità militare dell'invasore, ma soprattutto a causa della discordia dei notabili locali, che curavano gli interessi propri negli affari pubblici, Caterina fu costretta a fuggire all'estero. Durante la fuga, due suoi figli (un figlio e una figlia) furono catturati dagli Ottomani e portati a Costantinopoli, diventata Istanbul, dove entrambi dovettero abbandonare la fede cattolica e passare all'islam.
Trovò l'esilio a Roma, dove venne a cercare per sé e per la sua patria la protezione del papa, cui lasciò anche la corona di Bosnia. Guadagnò la stima e il rispetto della nobiltà romana e degli stessi papi Pio II, Paolo II e Sisto IV. Durante la vita si mostrò grande benefattrice dei poveri e di diverse istituzioni della Chiesa. A loro lasciò anche per testamento i suoi beni, soprattutto al capitolo dei canonici, all'ospitale e alla chiesa di San Girolamo, appartenente alla colonia croata di Roma, nota anche come "Illyricorum".
Morì in fama di santità il 25 ottobre 1478.

## Culto
Fu terziaria francescana e nell'Ordine dei frati minori è venerata come beata con memoria liturgica fissata al 25 ottobre.
I suoi resti mortali sono stati sepolti presso la Basilica di Santa Maria in Aracoeli, una delle antiche chiese di Roma, situata sul colle del Campidoglio e affidata alle cure dello stesso Ordine dei frati minori. L'epitaffio del suo sepolcro è stato tolto dal pavimento ed è sistemato alla sinistra dell'altare principale, sulla colonna accanto al pulpito. L'iscrizione originale in lingua bosniaca, è sostituita con un'altra, in lingua latina.